# Razz

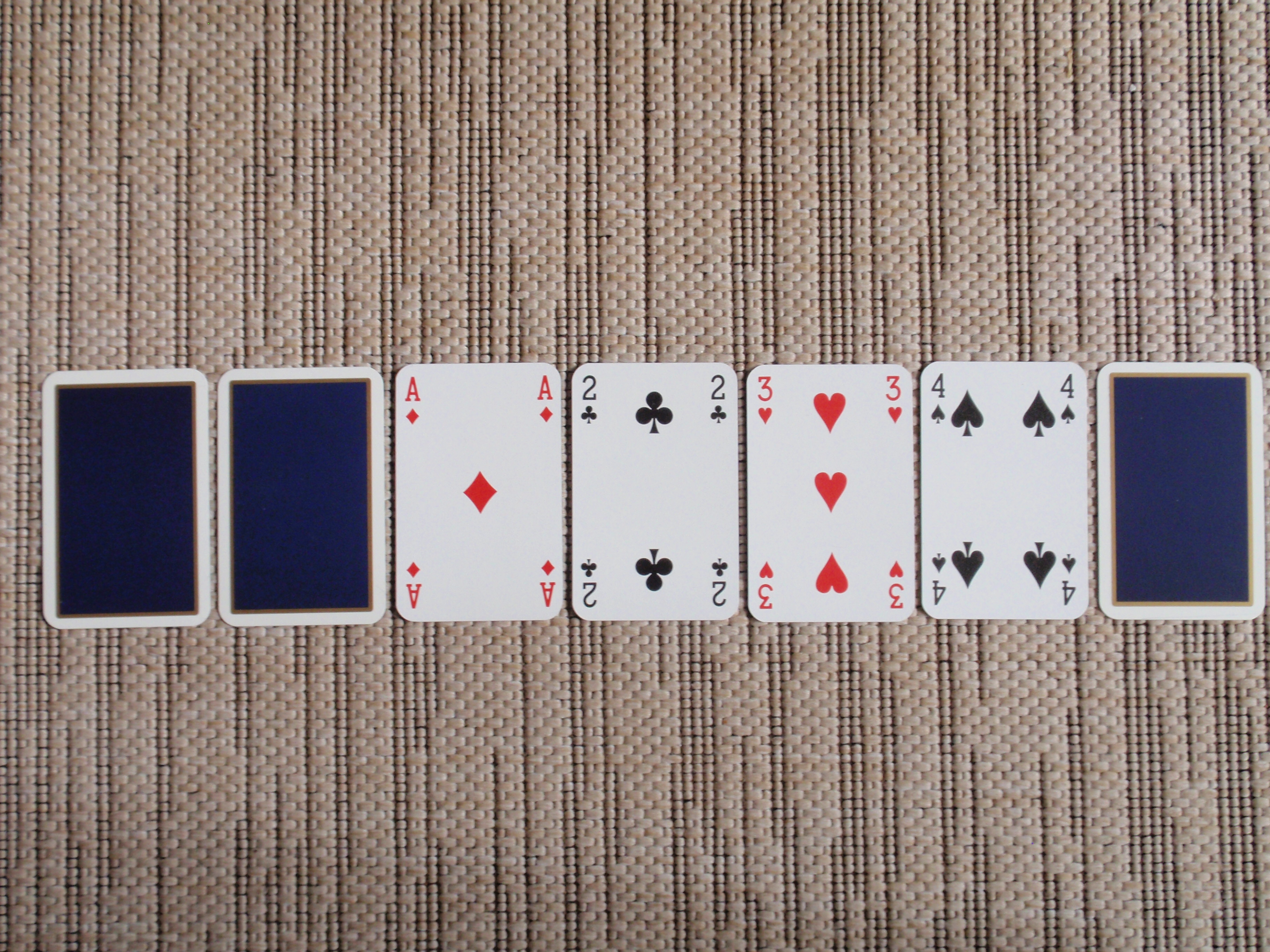
Full hand

Razz je pokerová hra, jedna z variant stud pokeru. Je podobný seven card studu s tím rozdílem, že v razzu se hráči snaží utvořit co nejnižší kombinaci - proto se této hře někdy také říká seven card stud low.

## Pravidla
Razz se hraje s klasickým balíčkem 52 pokerových karet. Pravidla se podobají seven card studu, ale hráči se místo vysoké kombinace snaží získat kombinaci co nejnižší. Nejlepší možnou kombinací v této hře je 5-4-3-2-A, které se někdy v pokerové mluvě říká „wheel“ nebo
„bicycle“.

### Průběh hry
Tato hra se většinou hraje ve dvou až osmi lidech. Hraje se s limitem, to znamená, že pokud chce hráč navýšit sázku, musí tak učinit o předem danou částku. Před rozdáním karet musí každý hráč vložit ante, neboli povinnou sázku, jejíž výše je předem pevně stanovená. Po vložení ante dealer rozdá každému hráči tři karty - dvě otočené rubem nahoru (hole cards) a jednu lícem nahoru (door card).
Hru začíná hráč s nejvyšší door card, přičemž eso je nejnižší, král je nejvyšší a při shodě hodnot rozhoduje barva karty. Piky (♠) jsou nejvyšší, potom následují srdce (♥), káry (♦) a nejnižší jsou kříže (♣).
Začínající hráč musí do hry vložit buď další povinnou sázku (bring-in), která je opět stanovena před začátkem hry, nebo může rovnou vsadit částku podle limitu. Od něj sázení pokračuje podle klasických pravidel stud pokeru. Po ukončení sázek je všem pokračujícím hráčům rozdána čtvrtá karta (fourth street). V tuto chvíli začíná sázení ten hráč, který má v současnou chvíli z lícem nahoru otočených karet utvořenou nejlepší kombinaci. Poté jsou zbývajícím hráčům rozdány páté karty (fifth street) a sázení začíná podle stejných pravidel jako po fourth street s tím rozdílem, že výše všech sázek až do konce dané hry se zdvojnásobuje. Stejným principem je rozdána šestá karta (sixth street). Sedmá karta (seventh street nebo river) se rozdává rubem nahoru a sázení začíná stejný hráč, který začínal na sixth street.
Pokud je po ukončení posledního kola sázek ve hře více než jeden hráč, ukazují se karty (showdown). Jako první je otočí ten, kdo jako poslední sázel. Pokud po riveru nikdo nesázel, ukazuje jako první karty hráč na první pozici od dealera. Bank vyhrává hráč s nejlepší kombinací. Při shodě hodnot nejlepší kombinace u dvou či více hráčů se bank rovnoměrně rozděluje a barva karet v tomto případě nehraje žádnou roli.

### Výherní kombinace
Při vyhodnocování kombinací v razzu se používá systém „ace to five“. Účelem je ze sedmi karet sestavit co nejnižší pětikaretní kombinaci, přičemž eso je nejnižší a král nejvyšší kartou. Nízkou kombinací jsou myšleny karty různých hodnot - tudíž například K-Q-J-T-9, jakožto normálně velmi vysoká kombinace, poráží A-A-2-3-4, protože ta obsahuje pár es, tudíž tvoří kombinaci ještě vyšší. Pakliže má všech pět karet různé hodnoty, je nižší kombinací ta, jejíž nejvyšší karta má nejnižší hodnotu, tedy například K-5-4-3-2 je vyšší než Q-J-10-9-8, i přesto, že většina karet je nižších. Případné postupky a flushe (barvy) v razzu při vyhodnocování kombinací nehrají žádnou roli.

### Doplňující pravidlo
Ve velmi vzácných případech hry v osmi lidech může dojít balíček ještě před rozdáním riveru, protože kdyby pokračovali do riveru všech osm hráčů, k rozdání posledních karet by bylo potřeba celkem 56 karet v balíčku. V takovém případě se na riveru rozdá místo karty každému hráči jedna společná karta lícem nahoru, kterou všichni hráči sdílí.

### Ukázková hra
Hráči A, B a C hrají razz poker 1$/2$. 1$ v tomto případě označuje malou sázku (všechny sázky až do fifth street) a 2$ sázku velkou (od fifth street dále).
Všichni hráči dají do banku ante, které bylo předem stanoveno na 5 centů. Bank (pot) tedy v tuto chvíli obsahuje 15 centů.
Hráči dostanou tyto karty:
Hráč A - 5♦, 7♥, (lícem dolů), 8♦ (lícem nahoru),
hráč B - 8♣, 9♥ (lícem dolů), 7♦ (lícem nahoru),
hráč C - 8♥, 10♠ (lícem dolů), 8♠ (lícem nahoru).
Nejvyšší kartou lícem nahoru je 8, kterou drží zároveň hráči A a C. Protože je ale ♦ nižší než ♠, sázení začíná hráč C. Počáteční karty nemá úplně nejlepší, tudíž nechce sázet plnou částku a rozhodne se vložit do hry zatím pouze bring-in, který byl stanoven na 50 centů. Hráč A zvedá sázku na dolar, hráči B i C ho dorovnají. V banku je tedy 3,15 $ a dále pokračují všichni hráči.
Jako čtvrtou kartu dostane hráč A 10♦, hráč B A♠ a hráč C K♠.
Nyní začíná sázet hráč B, protože má nejnižší (a tudíž nejlepší) kombinaci z karet otočených lícem nahoru - 7♦ A♠. Jeho karty se mu líbí a vsadí jeden dolar. Hráč C, který drží vysoké karty, zahodí. Hráč A dorovná jeden dolar. V banku je 5,15 $.
Jako pátou kartu dostane hráč A 3♣, hráč B 5♥. Opět začíná sázet hráč B. Od tohoto kola se sázky zvyšují na dvojnásobek, tedy na 2 $. Hráč B vsází 2 $, Hráč A zvýší na 4 $, hráč B dorovná. V banku je 13,15 $.
Šestá karta je 9♠ pro hráče A a J♥ pro hráče B. Nyní má již lepší kombinaci hráč A (odkryté 8♠ 10♦ 3♣ 9♠ je nižší kombinace než 7♦ A♠ 5♥ J♥ hráče B). Začíná tedy on a vsadí 2 $. Hráč B dorovná. V banku je 17,15 $.
Sedmá karta je rozdána lícem dolů a jedná se o 2♣ pro hráče A a 6♣ pro hráče B. V sedmém kole začíná se sázkami stejný hráč, jako v kole šestém, tedy A. Vsadí 2 dolary, hráč B zvýší na 4, hráč A dorovná. V banku je 25,15 $.
Protože po riveru je ve hře ještě více než jeden hráč, dochází k otočení karet. Jako poslední navyšoval hráč B, otáčí tedy karty - 8♣ 9♥ 7♦ A♠ 5♥ J♥ 6♣, tedy 5 nejnižších karet dá kombinaci 8-7-6-5-A. Hráč A otočí 5♦, 7♥ 8♦ 10♦ 3♣ 9♠ 2♣, tedy 8-7-5-3-2. Vítězí tedy hráč A, protože první a druhou nejvyšší karty má stejné, jako hráč B (8 a 7), ale třetí už má nižší hodnotu (5 < 6). Připisuje si tedy 25,15 $.

## Historie a rozšířenost hry
Turnaj v razzu se na World Series of Poker pravidelně pořádá od roku 1971, kdy jeho první ročník vyhrál Jimmy Casella a odnesl si hlavní cenu 10000 $. Mezi širokou veřejností ale dlouho neměl velké zastoupení, až do turnaje na WSOP v roce 2004, kdy byl turnaj, ve kterém nakonec zvítězil T. J. Cloutier, vysílán v televizi a tím tato hra vstoupila do povědomí pokerového světa.
Před tímto turnajem byla jedinou online hernou, která hry v razzu nabízela, herna Full Tilt Poker. Krátce po něm ho je nabídky přidal i Absolute Poker a v roce 2006 i gigant PokerStars. Díky kombinaci těchto dvou faktorů (mediální prezentace razzu a jeho uvedení do běžných heren) se k této hře dostala širší pokerová veřejnost a razz se stal oblíbenou variantou stud pokeru. Přesto je jeho dominantním působištěm internet a v klasických kasínech a pokerových hernách nepatří k těm nejběžnějším a nejzákladnějším hrám.